# 吳原
吳原（1431年—1495年），字道本，福建漳浦县云霄镇（今福建省云霄县云陵镇）人。明朝政治人物、進士出身。

## 生平
天順八年（1464年），登進士，授兵部給事中。成化十五年，升兵科都給事中，上疏請求撤西廠。成化十八年，彈劾陳鉞。成化十八年，升太僕寺卿，繼任戶部右侍郎。弘治四年，任戶部左侍郎。弘治五年，兼任左佥都御史，賑災兩浙水災。弘治八年（1495年），卒於任。

## 家族
有弟吳震、吳泰同登進士。